# Barrio del Carmen, delstaten Mexiko
Barrio del Carmen är en ort i Mexiko, tillhörande kommunen Almoloya de Juárez i den västra delen av delstaten Mexiko, i den centrala delen av landet. Orten hade 601 invånare vid folkräkningen 2010.